# D43 (Tsjechië)
De Dálnice 43 of (D43) was een geplande autosnelweg in Tsjechië tussen Brno (D1) en Moravská Třebová (D35, langs het tracé van de  voormalige Reichsautobahn Wenen–Breslau uit de jaren 40. Sinds 2019 echter werden (na hevig protest van buurten in Brno) de plannen gewijzigd; de verbinding zal worden verzorgd door de heraanleg van de staatsweg Silnice I/73.
D 0 ·
D 1 ·
D 2 ·
D 3 ·
D 4 ·
D 5 ·
D 6 ·
D 7 ·
D 8 ·
D 10 ·
D 11 ·
D 35 ·
D 43 ·
D 46 ·
D 48 ·
D 49 ·
D 52 ·
D 55 ·
D 56